# Višvakarman

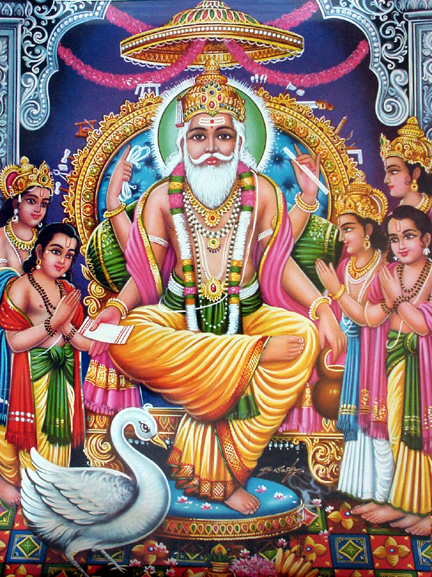
Višvakarman

Višvakarman „všetvůrce, všedovršitel, všeuměl“ je védské a hinduistické stvořitelské božstvo a architekt bohů. Samotné jméno Višvakarman je v Rgvédu užíváno jako titul Indry (8.87.2) a Súrji (10.170.4), zároveň jsou mu však věnovány dva hymny, kde vystupuje jako samostatné božstvo. Jedná se o hymny 10.81 a 10.82 kde je popisován jako vševidoucí jediný bůh, otec a stvořitel veškerého lidstva a vesmíru, Váčaspati „Pán řeči“, hótar - recitátor hymnů, rši – mudrc, jež předchází existenci dévů a asurů. Nakonec splynul s Tvaštrem, řemeslníkem bohů, který byl také označován za tvůrce lidstva a vesmíru.
Podle jednoho z mýtů provedl Višvakarman oběť sarvamédha, při které obětoval veškeré bytí a nakonec i sám sebe aby zahájil nové stvoření. Je také nebeským architektem a řemeslníkem, který vytvořil vimány – létající vozy bohů, paláce bohů a zázračný ostrov Lanka.
Náš otec, ploditel, udržovatel,
zná všechna místa a všechny tvory,
On sám dal jména bohům,
 jej přicházejí ptát se ostatní tvorové.
Část rgvédského hymnu 10.82, překlad Oldřich Friš.
Byl také ztotožňován s Prádžápatím „Pánem tvorstva“, případně s dalšími podobnými neurčitými nejvyššími a nezrozenými stvořitelskými božstvy jako je Paraméšthí „Nejvýše stojící“, Dhátá „Tvořitel“, Brhaspatí a Brahmánaspatí – pozdějším Brahmou. Lze s ním srovnat i Purušu jakožto bytost skrze niž vzniká veškeré stvoření, které je s ní totožné, a stvořitelský pár Aditi a Dakša.
Religionista Michael York se domnívá že představa Višvakarmana je výsledkem tendencí k neosobnímu pojetí božství ve védském myšlení.